# Reality in Black
Albums de Mamamoo
White Wind (2019) Travel (2020)
Reality in Black, paru le 14 novembre 2019, est un album de Mamamoo. Cet album a atteint le Top Itunes dans 18 pays[réf. nécessaire] et a aussi atteint la 20e place de US Billboard World Chartet la première place en nombre de vente la première semaine.

## Récompenses et nominations
| Année | Recompense              | Catégorie                                    | Travail nommé | Result     | Ref.  |
| ----- | ----------------------- | -------------------------------------------- | ------------- | ---------- | ----- |
| 2020  | Mnet Asian Music Awards | Best Vocal Performance - Group               | "HIP"         | Lauréat    | [ 3 ] |
| 2021  | Golden Disc Awards      | Digital Song Division - Bonsang (Main Award) | "HIP"         | En attente | [ 4 ] |

### Music program awards
| Musique | Émission      | Chaîne télévisée | Date             | Ref.   |
| ------- | ------------- | ---------------- | ---------------- | ------ |
| "HIP"   | Show Champion | MBC M            | 4 décembre 2019  | [ 5 ]  |
| "HIP"   | M Countdown   | Mnet             | 21 novembre 2019 | [ 6 ]  |
| "HIP"   | M Countdown   | Mnet             | 28 novembre 2019 | [ 7 ]  |
| "HIP"   | Music Bank    | KBS              | 22 novembre 2019 | [ 8 ]  |
| "HIP"   | Inkigayo      | SBS              | 24 novembre 2019 | [ 9 ]  |
| "HIP"   | Inkigayo      | SBS              | 22 décembre 2019 | [ 10 ] |
| "HIP"   | Inkigayo      | SBS              | 29 décembre 2019 | [ 10 ] |

## Titres
L'album contient 11 titres dont 2 singles : "HIP" et "Destiny".
| Reality in Black – Standard edition | Reality in Black – Standard edition                                                                                               | Reality in Black – Standard edition | Reality in Black – Standard edition | Reality in Black – Standard edition | Reality in Black – Standard edition | Reality in Black – Standard edition | Reality in Black – Standard edition | Reality in Black – Standard edition | Reality in Black – Standard edition |
| No                                  | Titre | Arrangement                         | Durée                               |                                     |                                     |                                     |                                     |                                     |                                     |
| ----------------------------------- | --- | ----------------------------------- | ----------------------------------- | ----------------------------------- | ----------------------------------- | ----------------------------------- | ----------------------------------- | ----------------------------------- | ----------------------------------- |
| 1.                                  | Destiny (우린 결국 다시 만날 운명이었지; urin gyeolguk dasi mannal unmyeong-ieotji ; lit: We Were Meant To Meet Again Eventually) | - Kim Do-hoon - Park Woo-sang       | 4:07                                |                                     |                                     |                                     |                                     |                                     |                                     |
| 2.                                  | Universe | - Cosmic Sound - Cosmic Girl        | 3:35                                |                                     |                                     |                                     |                                     |                                     |                                     |
| 3.                                  | Ten Nights (열 밤; yeol bam) | - Coco Tofu Dad - Hwang Seong-jin   | 3:37                                |                                     |                                     |                                     |                                     |                                     |                                     |
| 4.                                  | Hip | - Kim Do-hoon - Park Woo-sang       | 3:18                                |                                     |                                     |                                     |                                     |                                     |                                     |
| 5.                                  | 4x4ever | - IGGY - Yongbae                    | 4:33                                |                                     |                                     |                                     |                                     |                                     |                                     |
| 6.                                  | Better | - Cosmic Sound - Cosmic Girl        | 3:16                                |                                     |                                     |                                     |                                     |                                     |                                     |
| 7.                                  | Hello Mama | Lee Woo-sang                        | 3:39                                |                                     |                                     |                                     |                                     |                                     |                                     |
| 8.                                  | ZzZz (심심해; simsimhae; lit: Boring)                                                                                             | Lee Woo-sang                        | 3:25                                |                                     |                                     |                                     |                                     |                                     |                                     |
| 9.                                  | Reality | Yeong                               | 3:03                                |                                     |                                     |                                     |                                     |                                     |                                     |
| 10.                                 | High Tension (춤을 춰; chum-eul chwo; lit: Dance)                                                                                 | - Park Hae-il - Big Sancho          | 3:18                                |                                     |                                     |                                     |                                     |                                     |                                     |
| 11.                                 | I'm Your Fan | Mingki                              | 2:27                                |                                     |                                     |                                     |                                     |                                     |                                     |
| 37:00                               | |                                     |                                     |                                     |                                     |                                     |                                     |                                     |                                     |

| Reality in Black – Japanese edition | Reality in Black – Japanese edition | Reality in Black – Japanese edition | Reality in Black – Japanese edition | Reality in Black – Japanese edition | Reality in Black – Japanese edition | Reality in Black – Japanese edition | Reality in Black – Japanese edition | Reality in Black – Japanese edition | Reality in Black – Japanese edition |
| No                                  | Titre                               | Arrangement                         | Durée                               |                                     |                                     |                                     |                                     |                                     |                                     |
| ----------------------------------- | ----------------------------------- | ----------------------------------- | ----------------------------------- | ----------------------------------- | ----------------------------------- | ----------------------------------- | ----------------------------------- | ----------------------------------- | ----------------------------------- |
| 12.                                 | Hip (Japanese Version)              | - Kim Do-hoon - Park Woo-sang       | 3:18                                |                                     |                                     |                                     |                                     |                                     |                                     |
| 13.                                 | Shampoo (Japan only)                |                                     | 3:15                                |                                     |                                     |                                     |                                     |                                     |                                     |
| 43:33                               |                                     |                                     |                                     |                                     |                                     |                                     |                                     |                                     |                                     |

| 1. | MAMAMOO 2nd Concert Tour in JAPAN: 4season Final |  |

| 1. | Hip (Japanese Version) (Music Video) |  |  |